# Kendall (Washington)
Pour les articles homonymes, voir Kendall.
Kendall  est une census-designated place américaine de l'État de Washington dans le comté de Whatcom. 
La population était de 191 habitants en 2010.